# 73 Touches
 (novembre 2014).
Si vous disposez d'ouvrages ou d'articles de référence ou si vous connaissez des sites web de qualité traitant du thème abordé ici, merci de compléter l'article en donnant les références utiles à sa vérifiabilité et en les liant à la section « Notes et références ».
Albums de Hocus Pocus
Acoustic HipHop Quintet
(2002) Place 54
(2007)
Sorti en 2005, « 73 Touches » est le deuxième LP du groupe de Rap nantais Hocus Pocus (réduit à 20Syl & Greem).
Dans la lignée de l'EP « Acoustic HipHop Quintet », « 73 Touches » est influencé en partie par le jazz, avec des références explicites à Miles Davis ou Billie Holiday.
Le nom de l'album est un hommage aux 73 touches composant certains pianos, en particulier le « Fender Rhodes » que l'on peut entendre régulièrement au cours de l'album et distinguer sur la pochette.
L'album sera réédité en 2006 avec des titres supplémentaires dont des nouvelles versions de Malade et de Keep it Movin', une chanson avec Kohndo (ex-La Cliqua) ou encore un remix de J'attends.

## Liste des titres
1. Onandon part 2 (ft. Ty)
2. Pascal
3. Comment on faisait ?
4. J’attends (ft. David Le Deunff)
5. Feel good (ft. C2C)
6. J’aimerais (ijkl…nop)
7. Faits divers
8. Swingin’ (interlude)
9. Zoo
10. Géométrie
11. Brouillon
12. Hip hop ? (ft. The Procussions)
13. 73 Touches

## Liste des titres de la réédition
1. Malade 2006
2. Onandon
3. Pascal
4. Comment on faisait ?
5. J’attends (ft. David Le Deunff)
6. You (ft. Mr J. Medeiros)
7. Feel Good (ft. C2C)
8. Keep it movin' 2
9. J’aimerais (ijkl…nop)
10. Faits divers
11. Swingin’ (interlude)
12. Dig This
13. Zoo
14. Du sable sur les paupières (ft. Kohndo)
15. Géométrie
16. Onandon Part. 2 (ft. Ty)
17. Brouillon
18. Hip Hop ? (ft. The Procussions)
19. J’attends (remix)
20. 73 Touches